# Республіка Техас (рух)
Республіка Техас — сепаратистський рух в США, що прагне до незалежності Техасу. На думку сепаратистів, держава Республіка Техас була незаконно анексована у 1845 році Сполученими Штатами і в наш час[коли?] знаходиться під їх окупацією. Офіційна влада США не визнають сепаратистську «державу».
Учасники руху сформували власний уряд, судову систему та правоохоронні органи. Крім того, вони подали судові позови на великі суми проти уряду США за «підрив добробуту Техасу».
Сепаратисти були звинувачені американською владою в здійсненні організованої злочинної діяльності. У 1997 році база сепаратистів була блокована поліцією і силами ФБР в місті Форт-Девіс, коли одна з груп на чолі з Річардом Маклареном («послом Республіки Техас в США») захопила заручників. Макларен погрожував вчинити збройний опір при спробі штурму. У результаті того, що влада побоювалися повторення подій при штурмі маєтку секти «Гілка Давидова» з численними жертвами, облога затяглася на тиждень, після чого Макларен і його сподвижники були арештовані.

### Сепаратистські сайти
- Republic of Texas
- republic-of-texas.net
- texasrepublic.com